# 红灌木苹果
紅灌木蘋果（[Syzygium suborbiculare] 错误：{{Langx}}：文本有斜体标记（帮助）），也稱紅布什蘋果（red bush apple）是一種矮小的灌木，原產於澳大利亞北部和巴布亞紐幾內亞的廣闊的森林和林地，植株高度通常為4到20米。它在6月至11月之間開花，花為白色，雄蕊眾多。葉子光滑且厚實，且為寬約7.2–19公分長的橢圓形。可食用的果實呈扁平球狀，肉質，紋路明顯，長約3-7公分，有大種子。它分佈於西澳大利亞州金伯利地區的洪氾平原和多岩石的砂岩丘陵上，在沙質土壤中生長。

## 使用
果實為當地原住民所食用。該樹還被用作藥用，用作柴火，是蜜蜂的花蜜來源。